# Apicia venosaria
Apicia venosaria är en fjärilsart som beskrevs av Mcdunnough 1940. Apicia venosaria ingår i släktet Apicia och familjen mätare. Inga underarter finns listade i Catalogue of Life.